# Mouvement populaire démocratique et constitutionnel
Pour les articles homonymes, voir Parti démocrate constitutionnel.
Le Mouvement populaire démocratique constitutionnel (MPDC) est un ancien parti politique marocain fondé en 1967 par le docteur Abdelkrim al-Khatib. Il est né d'une scission du Mouvement populaire (MP). 
Il donne naissance en 1998 au Parti de la justice et du développement à la suite de l'arrivée d'Abdelilah Benkirane et son Mouvement de l'unicité et de la réforme (MUR) au parti.
Lors de sa participation aux législatives de 1977, le parti obtient trois sièges. Au scrutin de 1997, le MPDC obtient neuf sièges à la chambre basse marocaine.